# Máy giặt

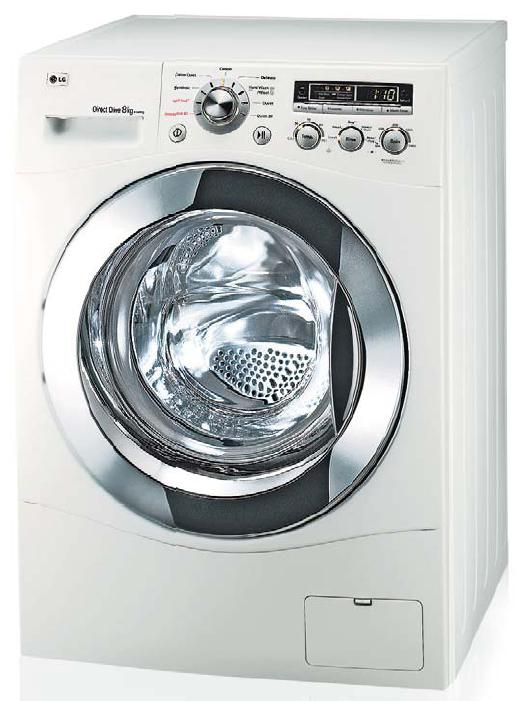
Một chiếc máy giặt cửa trước thông dụng.

Máy giặt (tiếng Anh: washing machine, laundry machine, clothes washer, washer) là một thiết bị gia đình được sử dụng để giặt đồ giặt. Thuật ngữ này chủ yếu được áp dụng cho các máy sử dụng nước thay vì giặt khô (sử dụng chất lỏng làm sạch thay thế và được thực hiện bởi các doanh nghiệp chuyên nghiệp) hoặc chất tẩy rửa siêu âm. Người dùng thêm hóa chất giặt tẩy, có thể ở dạng lỏng hoặc bột, vào ngăn đựng nước giặt của máy.

## Lịch sử

### Máy giặt thời kỳ đầu

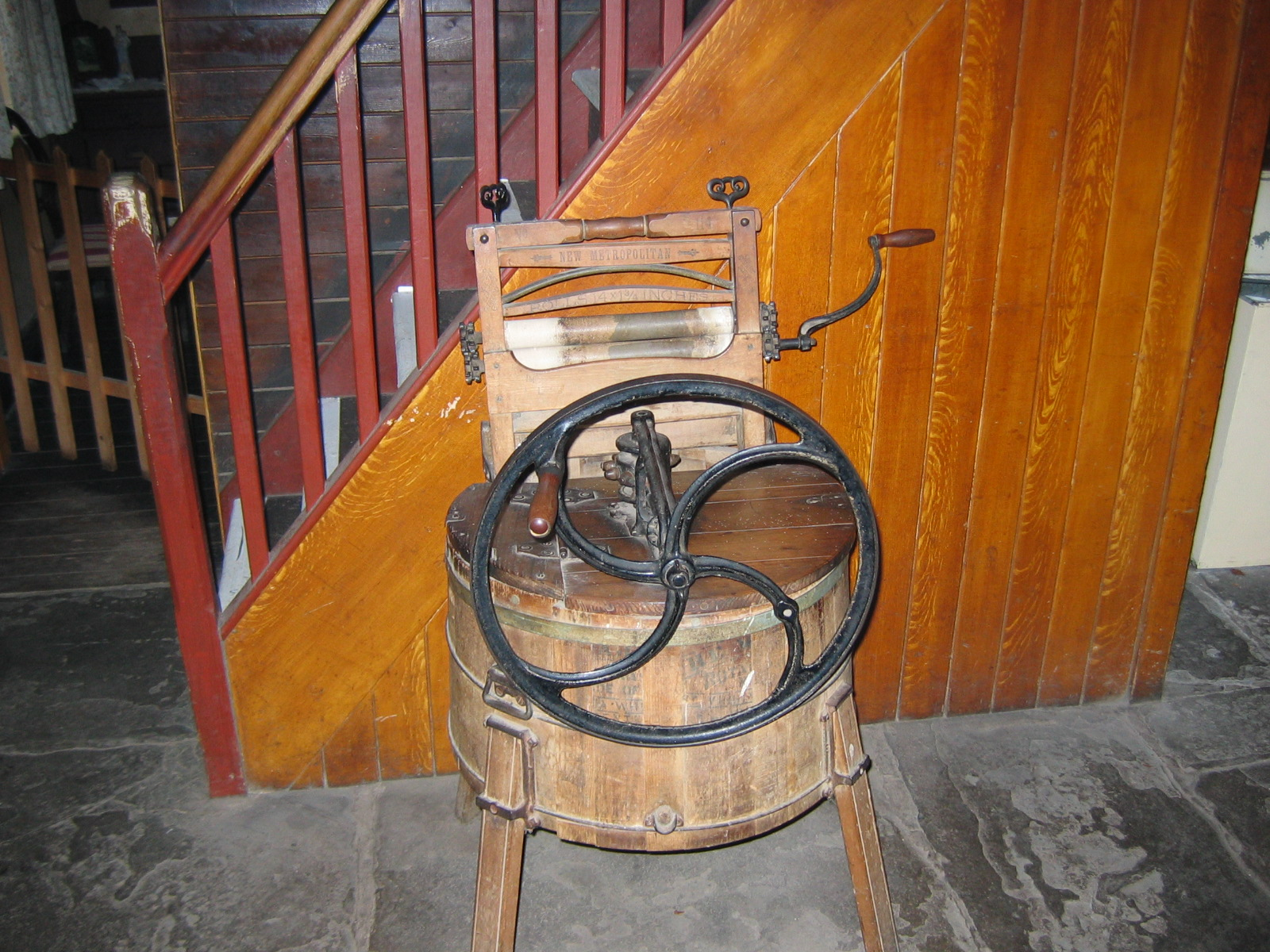
19th-century Metropolitan washing machine

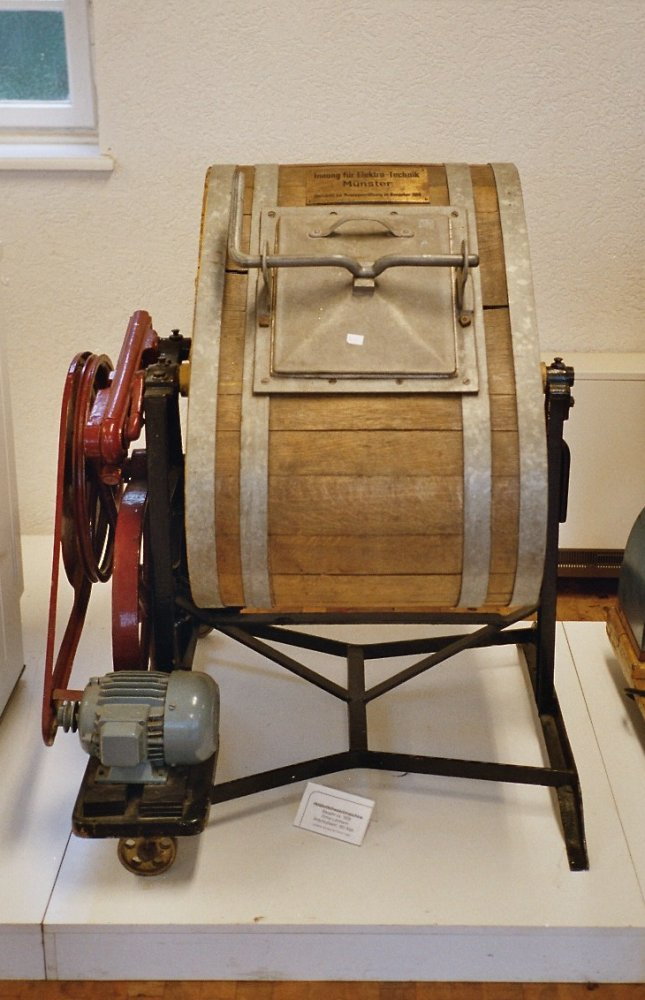
Mô hình máy giặt cổ điển của Đức

Bằng sáng chế đầu tiên thuộc danh mục Máy giặt được cấp năm 1691 tại Anh. Bản vẽ của một chiếc máy giặt thời kỳ đầu đã xuất hiện trong tháng 1 năm 1752 của The Gentleman's Magazine, một ấn phẩm của Anh. Thiết kế máy giặt Jacob Christian Schäffer được xuất bản năm 1767 tại Đức.
Năm 1782, Henry Sidgier đã cấp bằng sáng chế của Anh cho máy giặt trống quay và vào những năm 1790, Edward Beetham đã bán rất nhiều cỗ máy có tên là "patent washing mills" ở Anh. Một trong những cải tiến đầu tiên trong công nghệ máy giặt là sử dụng các thùng chứa hoặc bồn chứa có rãnh, ngón tay hoặc mái chèo để giúp chà và chà xát quần áo. Người sử dụng máy giặt sẽ sử dụng một cây gậy để ấn hoặc xoay quần áo dọc theo các mặt có kết cấu của chậu hoặc thùng chứa, khuấy trộn quần áo để loại bỏ bụi bẩn và bùn đất. Công nghệ máy xoay thô này được cung cấp năng lượng bằng tay, nhưng thực sự vẫn hiệu quả hơn so với giặt tay.
Nhiều tiến bộ đã được thực hiện đối với công nghệ máy giặt ở dạng thiết kế trống quay. Về cơ bản, các bằng sáng chế thiết kế ban đầu này bao gồm một máy giặt trống được quay bằng tay để làm cho trống gỗ xoay. Mặc dù công nghệ này đủ đơn giản, nhưng nó là một cột mốc quan trọng trong lịch sử của máy giặt, vì nó đưa ra ý tưởng về trống giặt "chạy bằng điện". Khi trống kim loại bắt đầu thay thế trống gỗ truyền thống, nó cho phép trống quay trên ngọn lửa mở hoặc buồng lửa kín, tăng nhiệt độ nước để giặt sạch hơn.
Mãi đến thế kỷ 19, năng lượng hơi nước mới xuất hiện trong các thiết kế máy giặt.
Năm 1862, một "máy giặt quay hỗn hợp đã được cấp bằng sáng chế, với các con lăn để vắt hoặc cán là vải" của Richard Lansdale ở Pendleton, Manchester, đã được trưng bày tại Triển lãm Luân Đôn 1862.
Bằng sáng chế đầu tiên tại Hoa Kỳ ghi "Clothes Washing" đã được cấp cho Nathaniel Briggs của New Hampshire vào năm 1797. Vì vụ cháy Văn phòng Cấp bằng sáng chế năm 1836, không có mô tả nào về thiết bị còn tồn tại. Phát minh ra máy giặt cũng được gán cho Watervliet Shaker Village vì bằng sáng chế đã được cấp cho Amos Larcom của Watervliet, New York, vào năm 1829, nhưng không chắc chắn rằng Larcom là Shaker.
Một thiết bị kết hợp máy giặt với cơ chế vắt không xuất hiện cho đến năm 1843, khi John John Turnbull của Saint John, New Brunswick được cấp bằng sáng chế "Máy giặt quần áo có con lăn Wringer". During the 1850s, Nicholas Bennett from the Mount Lebanon Shaker Society at New Lebanon, New York, invented a "wash mill", but in 1858 he assigned the patent to David Parker of the Canterbury Shaker Village, where it was registered as the "Improved Washing Machine".

## Cấu tạo

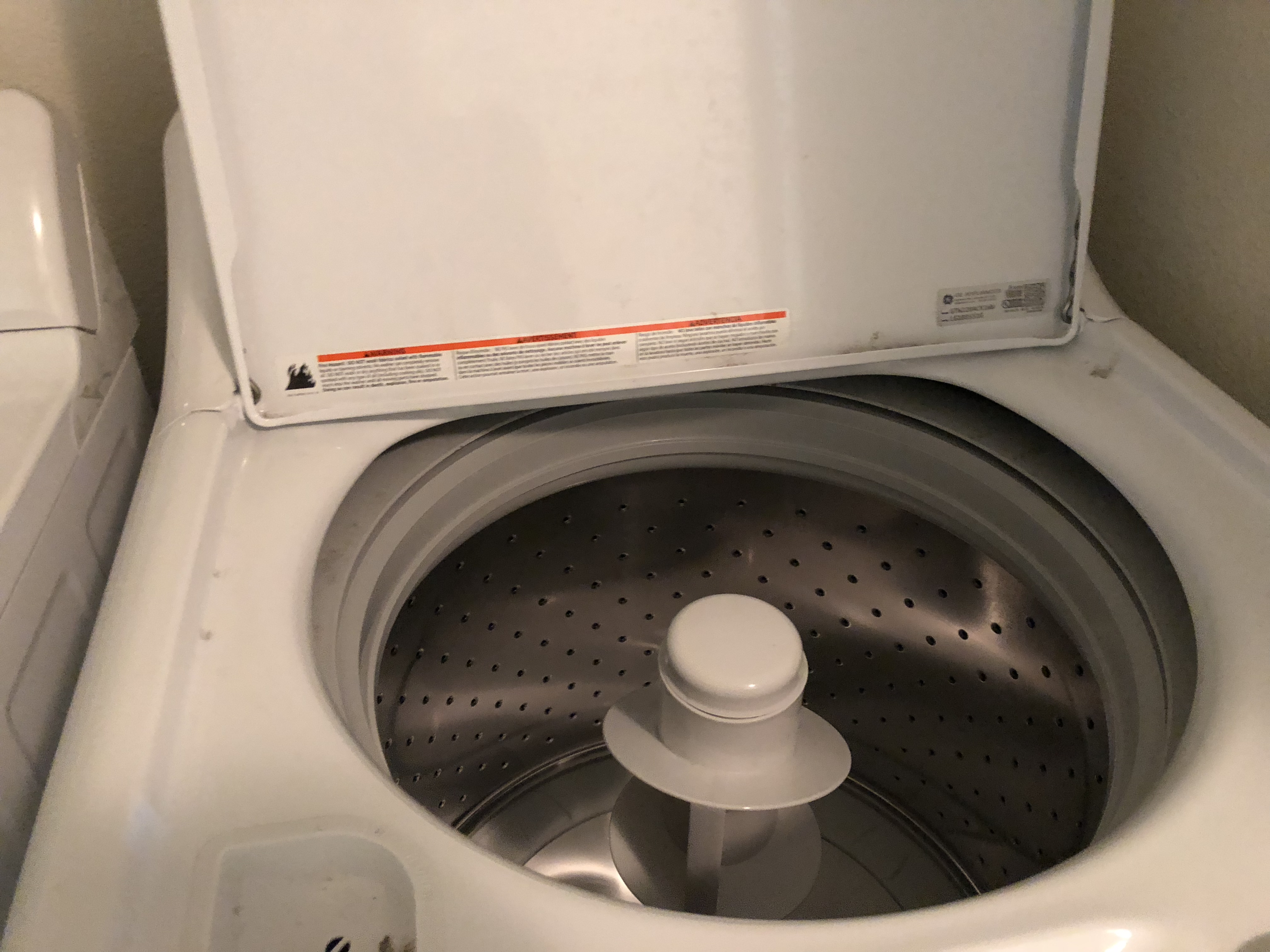
Máy giặt cửa trên trong một gia đình

Một chiếc máy giặt thường có các phần sau:
- Bảng điều khiển: (gồm: vi xử lý, đèn LED, nút ấn và màn hình hiển thị thời gian còn lại để giặt xong). Nó có chức năng điều khiển các bộ phận và thiết bị của máy giặt.
- Động cơ máy giặt: có chức năng làm mâm/lồng giặt quay khi giặt, có hai loại là động cơ biến tần (inverter) và động cơ thường.
- Hộp số máy giặt.
- Van cấp nước: cấp nước cho máy giặt và ngừng cấp khi cần (được chi phối bởi cảm biến mực nước).
- Lồng giặt: là nơi chứa đồ giặt và cũng là nơi xảy ra các hoạt động giặt. Nó có các gờ nổi để thực hiện thao tác chà xát quần áo.
- Thùng chứa: thường làm bằng nhựa cứng. Nó chứa lồng giặt và chống rò rỉ nước khi giặt.
- Mâm giặt (chỉ có ở máy giặt cửa trên): khi giặt, nó sẽ quay làm cho đồ giặt quay, xoắn lộn theo. Thường mâm giặt sẽ có nhiều loại khác nhau.
- Van kéo xả: làm nhiệm vụ xả nước trong lồng giặt ra ngoài khi máy giặt chuyển sang tiến trình xả hay vắt. Mô tơ kéo xả có hai loại: 2 dây và 3 dây (chạy nguồn 12V từ bo mạch).
- Cảm biến mực nước (hay phao áp lực): là bộ phận cho ta biết lượng nước cần dùng để thực hiện 1 mẻ giặt đồ (chạy nguồn 12V từ bo mạch).
- Bộ lọc xơ vải: là một túi vải nhỏ được gắn ở thành lồng giặt để lọc xơ vải, nó có tác dụng ngăn không cho xơ vải rơi xuống ống thoát nước.
- Khóa cửa (hay còn được gọi là "công tắc cửa"): nó là một khóa điện (chạy nguồn 220V hay 110V tùy loại) có chức năng đảm bảo an toàn trong khi giặt, tránh trường hợp trẻ em ngã vào lồng máy khi máy hoạt động.
- Dây curoa: Truyền lực từ động cơ sang hộp số máy giặt.
- Cảm biến vòng tua: là bộ phận cho ta biết tốc độ vòng quay của mâm giặt và lồng giặt như thế nào thì máy sẽ điều chỉnh tốc độ ở mức hợp lý.
- Tụ điện: Làm chức năng để động cơ quay với sức lực mạnh.

## Một chu trình giặt của máy giặt
Một chu trình giặt của máy giặt gồm các giai đoạn sau:

### Giai đoạn 1: Cấp nước.
Khi nhấn nút "khởi động" trên bảng điều khiển, van cấp nước sẽ mở ra để nước chảy vào lồng giặt. Khi lượng nước được cấp vào đã đủ, van cấp nước sẽ đóng lại.

### Giai đoạn 2: Giặt.
Khi van cấp nước đóng lại, vi xử lý sẽ điều khiển động cơ quay khiến lồng giặt (mâm giặt) quay theo và đảo trộn quần áo trong lồng giặt.

### Giai đoạn 3: Vắt.
Khi động cơ ngừng quay, mô tơ kéo xả sẽ kéo chốt xả để tháo nước ra ngoài, đồng thời lồng giặt và mâm giặt sẽ khóa lại thành một khối. Sau vài phút, vi xử lý sẽ điều khiển động cơ quay với tốc độ cao (khoảng 700-1400 vòng/phút). Sau 7 đến 15 phút, mô tơ sẽ ngừng quay.

### Giai đoạn 4: Kết thúc chu trình.
Sau khi máy đã cân bằng mọi trạng thái chuyển động, vi xử lý sẽ điều khiển còi xung trong bảng mạch kêu để báo hiệu kết thúc chu trình giặt. Máy sẽ tự động ngắt điện, nước.